# 크레이톤가는주머니쥐
크레이톤가는주머니쥐 또는 보스가는주머니쥐(Marmosops creightoni)는 남아메리카에 사는 주머니쥐의 일종이다. 볼리비아 라파스 주 송고 강 계속에서만 사는 것으로 알려져 있으며, 해발 고도 1800~3000m 높이의 안데스산맥 운무림에서 서식한다. 학명과 통용명은 미국 동물학자 보스(Robert S. Voss)의 동료 크레이톤([G. Ken Creighton)의 이름을 따서 지었다.